# هارولد برسفورد باتلر
هارولد برسفورد باتلر (انگلیسی: Harold Butler; ۶ اکتبر ۱۸۸۳ – ۲۶ مارس ۱۹۵۱) نظامی و سیاست‌مدار اهل بریتانیا بود.